# P45 (Letland)
De P45 is een regionale weg in Letland. De weg loopt van Viļaka naar Kārsava en is 52,5 kilometer lang. In Kārsava sluit de weg aan op de A13 naar Rēzekne en Pskov.
P1 · 
P2 · 
P3 · 
P4 · 
P5 · 
P6 · 
P7 · 
P8 · 
P9 · 
P10 · 
P11 · 
P12 · 
P13 · 
P14 · 
P15 · 
P16 · 
P17 · 
P18 · 
P19 · 
P20 · 
P21 · 
P22 · 
P23 · 
P24 · 
P25 · 
P26 · 
P27 · 
P28 · 
P29 · 
P30 · 
P31 · 
P32 · 
P33 · 
P34 · 
P35 · 
P36 · 
P37 · 
P38 · 
P39 · 
P40 · 
P41 · 
P42 · 
P43 · 
P44 · 
P45 · 
P46 · 
P47 · 
P48 · 
P49 · 
P50 · 
P51 · 
P52 · 
P54 · 
P55 · 
P56 · 
P57 · 
P58 · 
P59 · 
P60 · 
P61 · 
P62 · 
P63 · 
P64 · 
P65 · 
P66 · 
P67 · 
P68 · 
P69 · 
P70 · 
P71 · 
P72 · 
P73 · 
P74 · 
P75 · 
P76 · 
P77 · 
P78 · 
P79 · 
P80 · 
P81 · 
P82 · 
P83 · 
P84 · 
P85 · 
P86 · 
P87 · 
P88 · 
P89 · 
P90 · 
P91 · 
P92 · 
P93 · 
P94 · 
P95 · 
P96 · 
P97 · 
P98 · 
P99 · 
P100 · 
P101 · 
P102 · 
P103 · 
P104 · 
P105 · 
P106 · 
P107 · 
P108 · 
P109 · 
P110 · 
P111 · 
P112 · 
P113 · 
P114 · 
P115 · 
P116 · 
P117 · 
P118 · 
P119 · 
P120 · 
P121 · 
P122 · 
P123 · 
P124 · 
P125 · 
P126 · 
P127 · 
P128 · 
P129 · 
P130 · 
P131 · 
P132 · 
P133 · 
P134 · 
P135 · 
P136